# Ribafrecha
Ribafrecha is een gemeente in de Spaanse provincie en regio La Rioja met een oppervlakte van 34,58 km². Ribafrecha telt 1.003 inwoners (1 januari 2016).